# 富士見市立本郷中学校
富士見市立本郷中学校（ふじみしりつ ほんごうちゅうがっこう）は、埼玉県富士見市大字水子にある市立中学校。

## 沿革
- 1971年(昭和46年)4月1日 - 埼玉県入間郡富士見町立本郷中学校開校。初代校長 貫井喜一着任。
- 1972年(昭和47年)4月10日 - 富士見市市政施行に伴い富士見市立本郷中学校と改名。

## 学校の教育目標
- たくましく、健康な生徒（体）
- よく考え、学び求める生徒（知）
- 豊かな心を持つ生徒（徳）

## 生徒の活動
- 2004年には、全国中学・高校ディベート選手権（ディベート甲子園）で第3位への入賞経験がある。